# 2019年世界游泳錦標賽藝術游泳比賽
2019年世界游泳錦標賽藝術游泳比賽是於7月12日至7月20日之間在韓國光州廣域市鹽州體育館舉辦的體育賽事。此次比賽亦是2020年夏季奥林匹克运动会花样游泳比赛的資格賽之一。

## 賽程表
總共舉行10項賽事。
- 所有時間皆為當地時區韓國標準時（UTC+9）。

| 日期          | 時間  | 賽事             |
| ------------- | ----- | ---------------- |
| 2019年7月12日 | 11:00 | 單人技術自選預賽 |
| 2019年7月12日 | 16:00 | 雙人技術自選預賽 |
| 2019年7月13日 | 11:00 | 混合技術自選預賽 |
| 2019年7月13日 | 19:00 | 單人技術自選決賽 |
| 2019年7月14日 | 11:00 | 集體技術自選預賽 |
| 2019年7月14日 | 19:00 | 雙人技術自選決賽 |
| 2019年7月15日 | 11:00 | 單人自由自選預賽 |
| 2019年7月15日 | 17:00 | 混合技術自選決賽 |
| 2019年7月15日 | 19:00 | 焦點自選決賽     |
| 2019年7月16日 | 11:00 | 雙人自由自選預賽 |
| 2019年7月16日 | 19:00 | 集體技術自選決賽 |
| 2019年7月17日 | 11:00 | 集體自由自選預賽 |
| 2019年7月17日 | 19:00 | 單人自由自選決賽 |
| 2019年7月18日 | 11:00 | 自由組合預賽     |
| 2019年7月18日 | 19:00 | 雙人自由自選決賽 |
| 2019年7月19日 | 11:00 | 混合自由自選預賽 |
| 2019年7月19日 | 19:00 | 集體自由自選決賽 |
| 2019年7月20日 | 17:00 | 混合自由自選決賽 |
| 2019年7月20日 | 19:00 | 自由組合決賽     |

## 獎牌榜
| 排名                     | 国家 / 地区              | 金牌 | 銀牌 | 銅牌 | 总计 |
| ------------------------ | ------------------------ | ---- | ---- | ---- | ---- |
| 1                        | 俄罗斯                   | 9    | 0    | 0    | 9    |
| 2                        | 乌克兰                   | 1    | 0    | 5    | 6    |
| 3                        | 中国                     | 0    | 5    | 0    | 5    |
| 4                        | 意大利                   | 0    | 3    | 0    | 3    |
| 5                        | 西班牙                   | 0    | 2    | 1    | 3    |
| 6                        | 日本                     | 0    | 0    | 4    | 4    |
| 总计（共6个国家 / 地区） | 总计（共6个国家 / 地区） | 10   | 10   | 10   | 30   |

## 獎牌得主
| 項目         | 金牌 | 金牌    | 银牌 | 银牌    | 铜牌 | 铜牌    |
| 單人技術自選 | 斯韦特兰娜·科列斯尼琴科 · 俄罗斯（RUS） | 95.0023 | 奥娜·卡沃内利 · 西班牙（ESP） | 92.5002 | 乾友紀子 · 日本（JPN） | 92.3084 |
| 單人自由自選 | 斯韋特蘭娜·羅馬絲娜 · 俄罗斯（RUS） | 97.1333 | 奥娜·卡沃内利 · 西班牙（ESP） | 94.5667 | 乾友紀子 · 日本（JPN） | 93.2000 |
| 雙人技術自選 | 俄罗斯（RUS） · 斯韦特兰娜·科列斯尼琴科 · 斯韋特蘭娜·羅馬絲娜 | 95.9010 | 中国（CHN） · 黄雪辰 · 孙文雁 | 94.0072 | 乌克兰（UKR） · 瑪塔·菲迪娜 · 阿纳斯塔西娅·萨夫丘克 | 92.5847 |
| 雙人自由自選 | 俄罗斯（RUS） · 斯韦特兰娜·科列斯尼琴科 · 斯韋特蘭娜·羅馬絲娜 | 97.5000 | 中国（CHN） · 黄雪辰 · 孙文雁 | 95.7667 | 乌克兰（UKR） · 瑪塔·菲迪娜 · 阿纳斯塔西娅·萨夫丘克 | 94.1000 |
| 集體技術自選 | 俄罗斯（RUS） · Anastasia Arkhipovskaya · 弗拉达·奇吉列娃 · Mayya Doroshko · 玛丽娜·戈利亚德金娜 · Veronika Kalinina · 波利娜·科马尔 · 阿拉·希什金娜 · 玛丽亚·舒罗奇金娜                                                          | 96.9426 | 中国（CHN） · 馮雨 · 咼俐 · 黃雪辰 · 梁馨枰 · 孫文雁 · 王芊懿 · 肖雁寧 · 尹成昕 | 95.1543 | 乌克兰（UKR） · 玛丽娜·阿列克西耶娃 · 弗拉季斯拉娃·阿列克西耶娃 · 瑪塔·菲迪娜 · Yana Nariezhna · 卡捷琳娜·列兹尼克 · 阿纳斯塔西娅·萨夫丘克 · 阿林娜·申卡连科 · 伊丽莎白·亚赫诺                                                    | 93.4514 |
| 集體自由自選 | 俄罗斯（RUS） · Anastasia Arkhipovskaya · 弗拉达·奇吉列娃 · 玛丽娜·戈利亚德金娜 · Veronika Kalinina · 波利娜·科马尔 · 阿拉·希什金娜 · 玛丽亚·舒罗奇金娜 · Varvara Subbotina                                                       | 98.0000 | 中国（CHN） · 常昊 · 馮雨 · 咼俐 · 黃雪辰 · 梁馨枰 · 孫文雁 · 肖雁寧 · 尹成昕 | 96.0333 | 乌克兰（UKR） · 玛丽娜·阿列克西耶娃 · 弗拉季斯拉娃·阿列克西耶娃 · 瑪塔·菲迪娜 · Yana Nariezhna · 卡捷琳娜·列兹尼克 · 阿纳斯塔西娅·萨夫丘克 · 阿林娜·申卡连科 · 伊丽莎白·亚赫诺                                                    | 94.3667 |
| 焦點自選     | 乌克兰（UKR） · 玛丽娜·阿列克西耶娃 · 弗拉季斯拉娃·阿列克西耶娃 · Valeriia Aprielieva · 韦罗妮卡·格里什科 · Oleksandra Kovalenko · Yana Nariezhna · 卡捷琳娜·列兹尼克 · 阿纳斯塔西娅·萨夫丘克 · 阿林娜·申卡连科 · 伊丽莎白·亚赫诺 | 94.5000 | 意大利（ITA） · 贝亚特里切·卡莱加里 · 多米齐亚娜·卡万纳 · 琳达·切鲁蒂 · 弗兰切斯卡·戴达 · 科斯坦扎·迪卡米洛 · 科斯坦扎·费罗 · 杰玛·加利 · Alessia Pezone · 恩丽卡·皮科利 · Federica Sala | 91.7333 | 西班牙（ESP） · Leyre Abadía · 奥娜·卡沃内利 · Abril Conesa · 贝尔塔·费雷拉斯 · Cecilia Giménez · María Juárez · 梅丽特克塞尔·马斯 · Elena Melián · 葆拉·拉米雷斯 · 布兰卡·托莱达诺                                               | 91.1333 |
| 自由組合     | 俄罗斯（RUS） · Anastasia Arkhipovskaya · 弗拉达·奇吉列娃 · Mayya Doroshko · 玛丽娜·戈利亚德金娜 · Mikhaela Kalancha · Veronika Kalinina · 波利娜·科马尔 · 阿拉·希什金娜 · 玛丽亚·舒罗奇金娜 · Varvara Subbotina                  | 98.0000 | 中国（CHN） · 常昊 · 程文涛 · 馮雨 · 呙俐 · 梁馨枰 · 孙文雁 · 汤梦妮 · 王芊懿 · 肖雁宁 · 尹成昕                                                                                          | 96.5667 | 乌克兰（UKR） · 玛丽娜·阿列克西耶娃 · 弗拉季斯拉娃·阿列克西耶娃 · Valeriia Aprielieva · 韦罗妮卡·格里什科 · Oleksandra Kovalenko · Yana Nariezhna · 卡捷琳娜·列兹尼克 · 阿纳斯塔西娅·萨夫丘克 · 阿林娜·申卡连科 · 伊丽莎白·亚赫诺 | 94.5333 |
| 混合技術自選 | 俄罗斯（RUS） · Mayya Gurbanberdieva · Aleksandr Maltsev | 92.0749 | 意大利（ITA） · 马妮拉·弗拉米尼 · 乔治·米尼西尼 | 90.8511 | 日本（JPN） · 安部篤史 · 足立夢實 | 88.5113 |
| 混合自由自選 | 俄罗斯（RUS） · Mayya Gurbanberdieva · Aleksandr Maltsev | 92.9667 | 意大利（ITA） · 马妮拉·弗拉米尼 · 乔治·米尼西尼 | 91.8333 | 日本（JPN） · 安部篤史 · 足立夢實 | 90.4000 |

## 外部連結
- 官方网站